# Бистрольотов Дмитро Олександрович
Дмитро Олександрович Бистрольотов (рос. Дмитрий Александрович Быстролётов; *3 січня 1901 р. с. Ак-Чора — †3 травня 1975 р., Москва) — радянський розвідник-нелегал, перекладач, лікар, письменник. Незважаючи на те, що нелегальна діяльність Бистрольотова на Заході тривала 12 років від 1924 р. до 1936 р., але за оцінкою СЗР РФ, він став одним з найрезультативніших агентів .

## Життєпис
Народився у с. Ак-Чора Перекопського повіту Таврійської губернії Російської імперії.
За його власним свідченням, він — позашлюбний син графа Олександра Миколайовича Толстого і, відповідно, племінник відомого письменника Олексія Миколайовича Толстого. Олександр Миколайович Толстой народився 12 серпня 1858 р. біля м. Виборгом, і був нащадком генерал-майора Д. Б. Толстого (1763—1844). За іншою версією його батько — Роман Олександрович Скірмунт, бо Бистрольотов народився в маєтку брата Скірмунта. Мати Дмитра Олександровича — особиста почесна громадянка Клавдія Дмитрівна Бистрольотова. А Дмитро від народження носив прізвище матері.
З 1904 р. до 1913 р. Дмитро Бистрольотов жив і виховувався в м. Петербурзі, в родині Єлизавети Робертівни де Корвальо. У 1913—1917 роках навчався в гардемаринських клясах (м. Севастополь). Ще в ранній юності захопився марксизмом та ницшеанством, це дещо визначило його подальшу долю. У 1915—1917 роках Дмитро Бистрольотов навчався в Севастопільському морському кадетському корпусі; в складі Другого флотського екіпажу Чорноморського флоту Російської імперії він брав участь в десантних операціях проти Туреччини. Дмитро Бистрольотов був офіційно узаконений і отримав графський титул 2 листопада 1917 р. — за п'ять днів до Жовтневого державного перевороту більшовиків у м. Петрограді. На той момент Дмитро Толстой-Бистрольоётов проживав в Кубанськії області в м. Анапа. Кубанська крайова рада не визнала так звану «Жовтневу революцію», підтвердила вірність Антанті і підтримала Білий рух. У 1918 р. гімназист Бистрольотов написав картину аквареллю «Штурм Ризе», присвячену героїчному епізоду Першої світової війни.
У 1919 р. Бистрольотов закінчив випускні кляси класичної гімназії і випускні кляси Морехідної школи в м. Анапа. Незабаром був зарахований як матрос-доброволець на флот «білої» Добровольчої армії: ходив на судах «Ріон» і «Костянтин», на останньому в 1919 р. був вивезений до Західної Туреччини. За кордоном Дмитро служив матросом на судах різних пароплавних компаній. Восени 1920 р. він організував бунт на парусно-моторній шхуні «Преподобний Сергій». 14 листопада 1920 р. Крим був зайнятий «червоними». Бистрольотов привів шхуну в Євпаторію, де і був завербований місцевої «ЧК». Шхуна «Преподобний Сергій» була перейменована, отримавши парадоксальне ім'я «Преподобний Троцький». З м. Одеси в Болгарію шхуна вийшла з «вантажем» двох чекістів на борту. Бистрольотов взяв участь в цій невдалій операції. Шхуна потрапила в «крижаний полон» і ледь не затонула. Морякам і пасажирам вдалося врятуватися.
У 1921 р. Бистрольотов нелегально покинув РРФСР і знову опинився в Туреччині. У 1922 р. закінчив з відзнакою випускний кляс коледжу для європейців-християн в м. Константинополі. У травні приїхав до Чехословаччини, де був прийнятий на медичний факультет Університету імені Яна Амоса Коменського в м. Братиславі. У листопаді 1922 р. перевівся на медфак Карлового університету (м. Прага), в 1924 р. перейшов на юридичний факультет того ж університету. Закінчив університет в 1927 р., з дипломом «спеціаліст по світовій торгівлі нафтою». У березні 1928 р. захистив дисертацію «Основні проблеми права в освітленні історичного та діалектичного матеріалізму», і йому було надано вчений ступінь доктора права.
У 1923 р. Бистрольотов був прийнятий на роботу в радянському торговому представництві в м. Празі і отримав громадянство Української РСР. У 1924 р. резидентура ОДПУ направила агента Бистрольотова на роботи з розкладання еміграції. Учасник 1-го Всесоюзного з'їзду пролетарського студентства (квітень 1925 р., м. Москва). Представник «Союзу студентів, громадян СРСР, в Чехословаччині». У м. Москві зустрівся з начальником контррозвідувальної відділу ОДПУ Артузовим А. і помічником начальника Іноземного відділу ОДПУ М. Горбом, які дозволили резиденту ІНО в Чехословаччині залучати Бистрольотова до розвідувальної роботи. Крім основної роботи в торговому представництві, займався технічною, економічною і політичною розвідкою, в тому числі вербуванням агентурних джерел. Мимохідь, Бистрольотов брав уроки живопису й графіки у професорів Паризької і Берлінської академій мистецтв.
У 1927 р. Бистрольотов (користувався успіхом у жінок) вдало здійснив «розробку» 29-річної секретарки-француженки, яка мала доступ до листування та шифрів свого МЗС. Вона стала агенткою «Ларош» (фр. Laroche). У 1928 р. ІНО ОДПУ отримав від неї доповіді та шифри французького посла в м. Празі.
В кінці 1929 р. Бистрольотов отримав направлення на навчання до Московського науково-дослідного інституту Монополії зовнішньої торгівлі при Наркомторзі СРСР, але від'їзд до м. Москви не відбувся. За пропозицією резидента в м. Берліні, Бистрольотов перейшов на роботу нелегала. З лютого 1930 р. він — штатний співробітник ІНО ОДПУ, до 1937 р. працював на нелегальному становищі в державах Європи, Азії, Африки, Північної та Південної Америки нелегалом-вербувальником і керівником групи нелегалів (під псевдонімом «Андрій»). Він об'їздив багато держав на різних континентах, жив серед туарегів в Сахарі, серед пігмеїв в Екваторіальній Африці, в середовищі аристократів Англії, Франції та Італії, промисловців і банкірів Німеччини, Америки та Голландії .
У 1930 р. Бистрольотов був спрямований на нелегальну роботу в Німеччину. Де він займався вивченням співробітника Форін-Офісу «Арно», який займався розробкою шифрів. Протягом трьох років роботи ним від англійця були отримані англійські шифри й коди, щотижневі збірники шифротелеграм зовнішньополітичного відомства Великої Британії, інші секретні документи. Ця робота молодого розвідника отримала високу оцінку керівництва СРСР. Наказом ОДПУ 17 вересня 1932 р. він був нагороджений бойовою зброєю з написом: «За нещадну боротьбу з контрреволюцією від Колегії ОДПУ».
Завдання Бистрольотову з «Центру» давали безпосередньо керівники ІНО (в тому числі А. Х. Артузов), діючи через легальних і нелегальних резидентів (Н. Г. Самсонова, Б. Я. Базарова, Т. Малі, І. С. Порецкого й інших). Забезпечив керівництво СРСР дипломатичними шифрами і кодами Англії, Німеччини, Франції, Італії, Фінляндії, Туреччини. Організував отримання з Державного департаменту США секретної інформації. Контролював особисту переписку Гітлера і Муссоліні. Дістав для СРСР ряд новітніх технологій та зразків озброєння.
У 1935 р. Бистрольотов закінчив медичний факультет Цюріхського університету (під чужим прізвищем і документами), в 1936 р. захистив дисертацію по гінекології, йому було надано вчений ступінь доктора медицини. Навчався в академіях мистецтв Парижу й Берліну, прийнятий в 1937 р. в Союз художників СРСР.
Наприкінці 1936 р. Бистрольотов повернувся в Москву, працював в центральному апараті розвідки, в лютому 1938 р. переведений з ГУДБ НКВС завідувачем бюро перекладів Всесоюзної торгової палати. Оперативний псевдонім «Андрій». Став членом Спілки радянських художників. Мав чин старшого лейтенанта державної безпеки .
17 вересня 1938 р. Бистрольотов був заарештований. 8 травня 1939 р. Військова колегія Верховного Суду Союзу РСР засудила Бистрольотова Дмитра Олександровича за ст. 58 ч. 6, 7, 8 КК РРФСР до виправно-трудових таборів строком на двадцять років, з позбавленням політичних прав на п'ять років і з конфіскацією особистого майна.
У 1939-1940 роках відбував ув'язнення в Норильлазі, в 1940-1941 роках — в Маріїнську (у Сиблазі), до 1947 р. — в Суслово (Сиіблаг).
У січні 1948 р., за вказівкою Міністра ДБ СРСР Абакумова В., доставлений під конвоєм в Москву.
До 1951 р. відбував ув'язнення в одиночній камері Сухановської особливо-режимної тюрми. У 1951 р. направлений в спецтабір: до 1952 р. перебував у Озерлазі (будівництво БАМу), далі — в Камишовому таборі (будівництво нафтопереробного заводу в м. Омську). У 1954 р. після інсульту звільнений від відбуття ув'язнення («актований»).

### Після звільнення
У 1956 р. за відсутністю складу злочину реабілітований.
З 1957 р. до 1975 р. жив у Москві, при знанні 22 іноземних мов, працював мовним редактором у Всесоюзному НДІ медичної і медико-технічної інформації Міністерства охорони здоров'я СРСР, працював над літературним твором «Бенкет безсмертних» в 17 книгах, завершений незадовго до смерті автора.
Помер 3 травня 1975 року, похований у Москві на Хованському кладовищі.

## Нагороди
1. Наказом ОГПУ 17 вересня 1932 р. нагороджений бойовою зброєю з написом: «За нещадну боротьбу з контрреволюцією від Колегії ОДПУ»[15].
2. Знак «Почесний працівник ВЧК-ОДПУ (XV)»[12].

## Значення
«Архівні матеріали про оперативну діяльність легендарного радянського розвідника Дмитра Бистрольотова ніколи не стануть надбанням громадськості, оскільки до сих пір містять дані найвищої секретності», повідомив РІА Новини 09.03.2011 керівник прес-бюро Служби зовнішньої розвідки (СЗР) РФ Сергій Іванов. Він також сказав: «Без сумніву, Бистрольотов є найпомітнішою фігурою в славній плеяді розвідників країни. Він прийшов у розвідку на початку 1920-х років минулого століття і протягом декількох років став одним з кращих співробітників іноземного відділу (ІНО) ОДПУ». «Йому вдалося проникнути в таємниці МЗС Великої Британії, добути секретні шифри й коди Австрії, Німеччини, Італії, а найвищий рівень його контактів серед іноземних чиновників перевершував всі межі», — зазначив співрозмовник агентства. — «Саме тому багато архівних документів про діяльність Бистрольотова досі є безцінними для вітчизняної розвідки».

## Пам'ять
У музеях СРСР і Російської Федерації відкриті експозиції, присвячені Д. А. Бистрольотову: — 1979 р., музей КДБ СРСР «Чекістський зал», м. Москва; — 2011 р., Краєзнавчий музей, м. Анапа; — 2013 р., Музей історії політичної поліції, м. Санкт-Петербург. — США. Вашингтон, листопад 2011 р., Міжнародний музей розвідки.

## Афоризми Дмитра Бистрольотова
Бюрократ — це дармоїд, і неосталінізм — це його дармоїдська ідеологія.
Всі негативні явища сталінізму можна легко повернути, але позитивні — ніколи.

## Твори
- (рос.) Быстролётов Д.А. Пир бессмертных. — М. : Граница, 1993. — 368 с. — 50 000 прим. — ISBN 5-86436-013-9.
- (рос.) Быстролётов Д., «История одного путешествия». Журнал «Азия и Африка сегодня», 1963 г.
- (рос.) Быстролётов Д., В. Журавлёв, «Человек в штатском», газета «Днепр вечерний», Днепропетровск, 1973 г.
- (рос.) Быстролётов Д., «Para bellum», журнал «Наш Современник», М., 1974 г.
- (рос.) Быстролётов Д., «В старой Африке», издательство «Советская Россия», М., 1976 г.
- (рос.) Пир бессмертных. — Кн. 5 «Путешествие на край ночи». / Публ. Милашов С. С. — М., 1991. — (Библиотека журнала «Пограничник»; № 3 (154), 1991). — 96 с.
- (рос.) Пир бессмертных. — Кн. 9 «Человечность». / Публ. Милашов С. С. — М., 1991. — (Библиотека журнала «Пограничник»; № 4 (155), 1991). — 96 с.
- (рос.) Пир бессмертных. — в 3-х томах. — © С. С. Милашов. — М., 1993.

- Том 1: кн. 1—5 («Залог бессмертия», «Превращения», «Пучина», «Путешествие на край ночи»). — 588 с.
- Том 2: кн. 6—9 («Шёлковая нить», «Молодость в клетке», «Испытание одиночеством», «Записки из живого дома») — 678 с.
- Том 3: кн. 10—11 («Человечность», «Трудный путь в бессмертие») — 448 с.

- (рос.)Пир бессмертных. // сборник «Путешествие на край ночи», © С. С. Милашов, 1996. — М.: Современник, 1996. — 590 с.
- (рос.) Пир бессмертных. — в 7-х томах. — © С. С. Милашов. — М., издательство «Крафт+», 2012 г.

### Фільмографія
- Деякі факти біографії Бистрольотова стали основою художнього фільму режисера Журавлёва В. «Людина в штатському», Мосфільм, 1973 р.
- «Вербувальник» — двосерійний фільм в жанрі документальної драми з циклу «Поєдинки», 2011 р. (2017); режисер Валерій Ніколаєв.